# Dimorphodon
Dimorphodon is een geslacht van uitgestorven basale pterosauriërs, behorend tot de groep van de Macronychoptera, dat leefde tijdens het Vroeg-Jura in het gebied van het huidige Engeland.
Dimorphodon macronyx was in 1828 de tweede pterosauriërsoort die ontdekt werd en was met een ouderdom van zo'n 195 miljoen jaar lange tijd de oudste bekende pterosauriër. Hij lijkt vermoedelijk in bepaalde kenmerken sterk op de laatste gemeenschappelijke voorouder van alle Pterosauria maar zijn precieze plaats in de stamboom is omstreden. Ook zijn de geleerden het er niet over eens of hij op twee of vier poten liep en waaruit zijn prooi bestond, vissen of landdieren.
Dimorphodon had korte vleugels met een spanwijdte van een anderhalve meter en lange poten. Zijn kop was groot en bol en droeg twee soorten tanden, waarnaar het geslacht in 1858 ook vernoemd is.

## Ontdekkingsgeschiedenis en naamgeving

### Buckland benoemtP. macronyx
De meeste fossielen van de soort zijn gevonden bij Lyme Regis aan de kust van Dorset in Engeland in een park dat nu Jurassic Coast wordt genoemd en dat op de werelderfgoedlijst staat. De erosie van de klippen daar, de Church Cliffs, legt steeds nieuwe overblijfselen bloot, uit de Blue Lias Limestone, mariene sedimenten uit het Onder-Jura, in dit geval 197 tot 195 miljoen jaar oud (Hettangien-Sinemurien). Het eerste fossiel, een gedeeltelijk nauwelijks in verband liggend skelet op een kalksteenplaat, bestaande uit een vleugel, enkele wervels, de achterpoten en delen van de schoudergordel en het bekken, werd in december 1828 verzameld door de beroemde Mary Anning, een commerciële fossielenverzamelaarster. In 1829 kocht William Buckland, hoogleraar geologie aan de Universiteit van Oxford, het van haar. Op 6 februari 1829 meldde hij de vondst in een vergadering van de Geological Society, wat opgenomen werd in de verhandelingen. De tekst van de voordracht, nog aanzienlijk aangevuld, werd pas in 1835 gepubliceerd, geïllustreerd met een lithografie van het fossiel door de studio van Charles Joseph Hullmandel. Hij beschreef en benoemde de vondst daarin als een nieuwe soort: Pterodactylus macronyx. Het was indertijd pas de tweede nu nog als geldig beschouwde pterosauriërsoort die benoemd werd en het lag dus in de rede hiervoor het geslacht Pterodactylus te gebruiken, dat van de eerste gevonden pterosauriër. De soortaanduiding is afgeleid van het Klassiek Griekse makros, 'groot', en onyx, 'klauw', een verwijzing naar het feit dat de handklauwen groter waren dan bij Pterodactylus antiquus. Ondanks de latere publicatie wordt 1829 meestal aangehouden als jaar van de naamgeving.

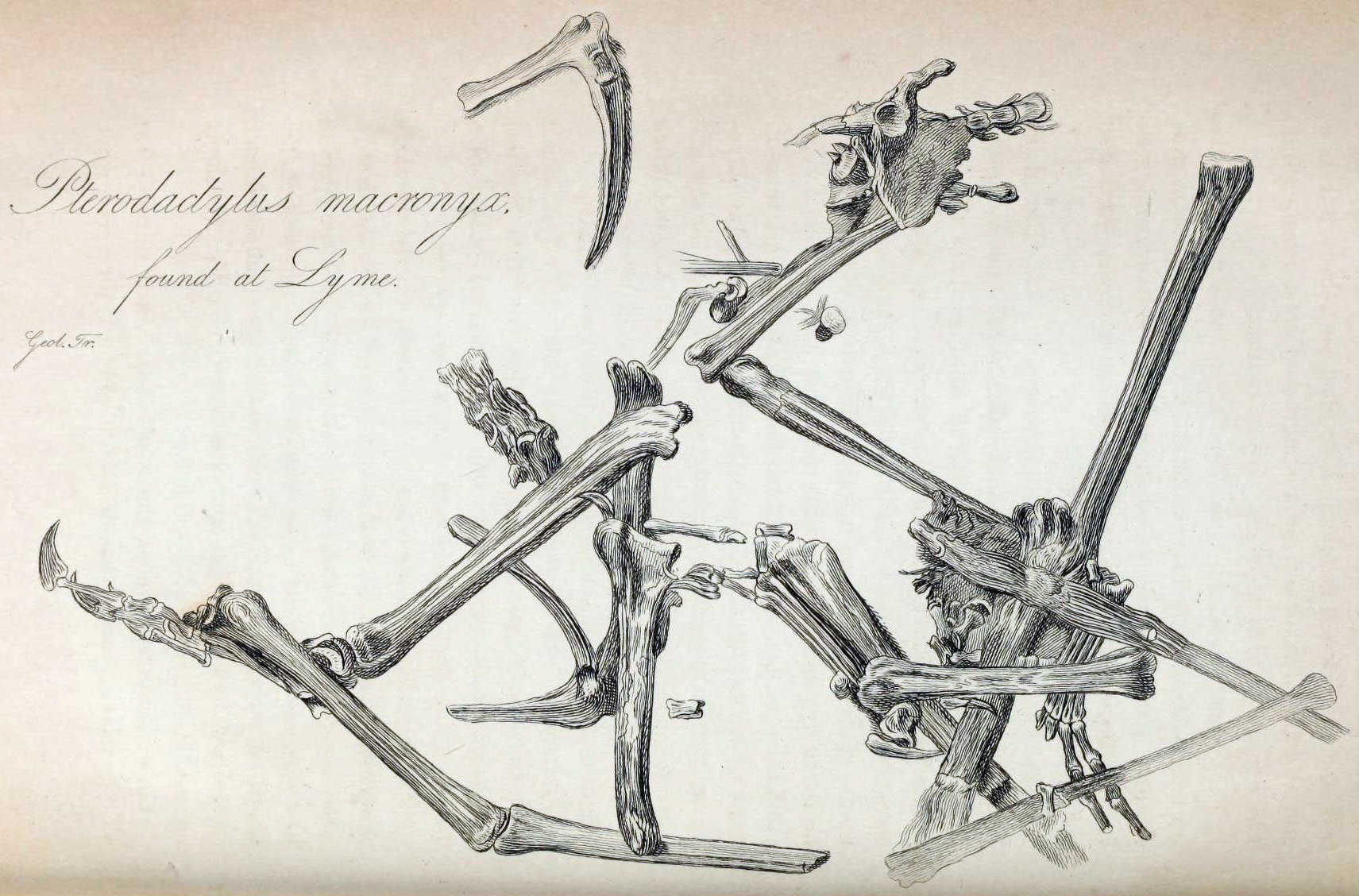
Het holotype BMNH R 1034

Buckland schatte de grootte van het dier als gelijk aan die van een raaf. Het specimen werd meer nauwkeurig onderzocht door zijn medewerkers William Clift en William John Broderip en die viel het op dat de staartwervels verbonden waren door verstijvende werveluitsteeksels, waarvan ze dachten dat het verbeende pezen waren. Hieruit werd echter niet geconcludeerd dat de staart heel anders van structuur was dan bij Pterodactylus want ze zagen ze aan voor de halswervels. Wel stelden ze dat de staart veel groter was, want enkele andere staartwervels uit de staartbasis werden correct geïdentificeerd. Buckland dacht dat Dimorphodon weleens op insecten gejaagd zou kunnen hebben en meende dat het een opmerkelijk mobiel dier was: hij kon vliegen, lopen, klimmen en misschien op de wijze van sommige vleermuizen ook wel zwemmen. Hij haalde daarbij een beroemde passage aan uit John Miltons Paradise Lost:
________________________________The Fiend,
O'er bog, or steep, through straight, rough, dense, or rare,
With head, hands, wings, or feet, pursues his way,
And swims, or sinks, or wades, or creeps, or flies.
De vergelijking met de duivel was geen toeval: Buckland stelde zich het dier voor als een kleine geschubde vliegende demon, de tegenhanger in de lucht van andere monsters, Ichthyosaurus en Plesiosaurus in de zee en Megalosaurus op het land, die de nog 'pasgeboren Aarde' bevolkten. Reeds in 1829 schilderde dominee George Howman een aquarel van een nachtelijke draakachtige Dimorphodon, de eerste afbeelding van een levende pterosauriër die we kennen.

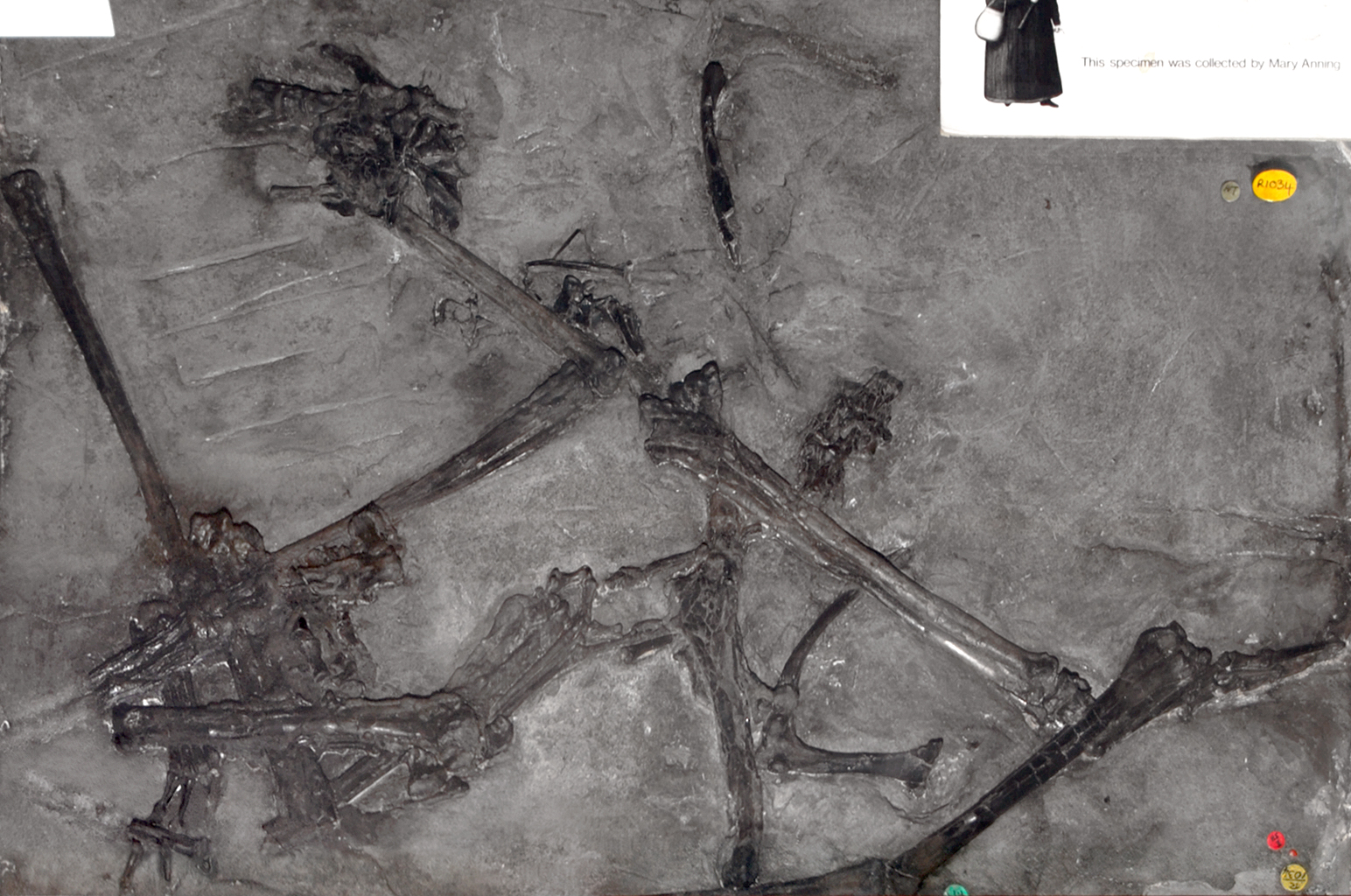
Een foto van het holotype

Fossielen van pterosauriërs zijn vrij zeldzaam in de Blue Lias en het zou lange tijd duren voordat betere fossielen van de nieuwe soort zouden opduiken. Buckland begreep nu echter dat sommige fragmenten die eerder voor de resten van vogels waren aangezien in feite die van 'pterodactylen' waren.
In de publicatie van 1835 werd door Buckland ook een stuk kaak uit de enorme verzameling van Elizabeth Philpot met P. macronyx in verband bracht.

### Owen benoemtDimorphodon

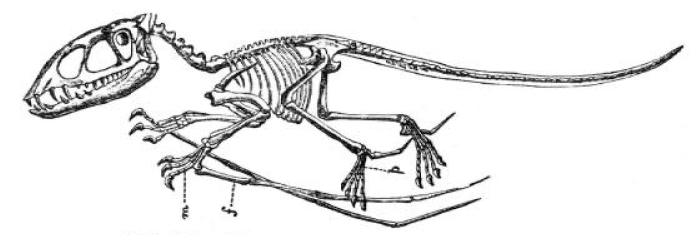
Volgens Owen was Dimorphodon op de grond erg onbeholpen

Twintig jaar later doken er twee vrij complete nieuwe fossielen op, BMNH 41212 en BMNH R 1035. Beide bestonden ze weer uit een gedeeltelijk niet in verband liggend skelet, maar ze toonden ook allebei een redelijk goed bewaarde schedel. Ze werden bestudeerd door Richard Owen, die uit de schedelvorm concludeerde dat het om een pterosauriër ging die geheel anders van bouw was dan Pterodactylus. In 1858 benoemde Owen daarom een apart geslacht: Dimorphodon waarvan de typesoort Pterodactylus macronyx dus gerecombineerd werd tot Dimorphodon macronyx. De geslachtsnaam is afgeleid van het Klassiek Griekse δι (di), 'twee', μορφή (morphè), 'vorm' en ὀδών (odoon), 'tand', een verwijzing naar het feit dat de kaak van Dimorphodon twee typen tanden toonde: de meer gebruikelijke kleine kegelvormige en enkele veel langere aan de voorkant. In 1858 wees Owen nog geen holotype aan zodat de naam een nomen nudum bleef; in 1859 beschreef hij de vondst wel maar pas in 1874 volgde de aanwijzing; meestal wordt toch 1859 als jaar van naamgeving aangehouden. Het holotype BMNH R 1034 is het oorspronkelijke fossiel uit 1828. Helaas is dit begin jaren tachtig van de twintigste eeuw bij een verhuizing in gruzelementen gevallen; ook na reparatie blijven veel delen beschadigd. Owen had de kaak uit Philpots verzameling eerst als die van een vis beschouwd, maar moest nu erkennen dat die toch van Dimorphodon was.
Owen bestudeerde de soort nog eens intensief in een vijftal studies en het lukte hem een groot deel van het skelet te reconstrueren zodat een veel beter beeld van het dier ontstond. Hij schonk veel aandacht aan de gedetailleerde skeletkenmerken zoals het gegeven dat de wervels procoel bleken: van voren hol en van achteren bol. De ook van binnen uitgeholde wervels zag hij als een toonbeeld van efficiënte constructie. Owen ontdekte dat de vijfde teen erg lang was en volgens hem was tussen beide vijfde tenen een vlies gespannen. Mede hierom nam hij aan dat het dier zich op de grond tamelijk onbeholpen op vier poten voortbewoog.

### Kritiek van Seeley en Padian

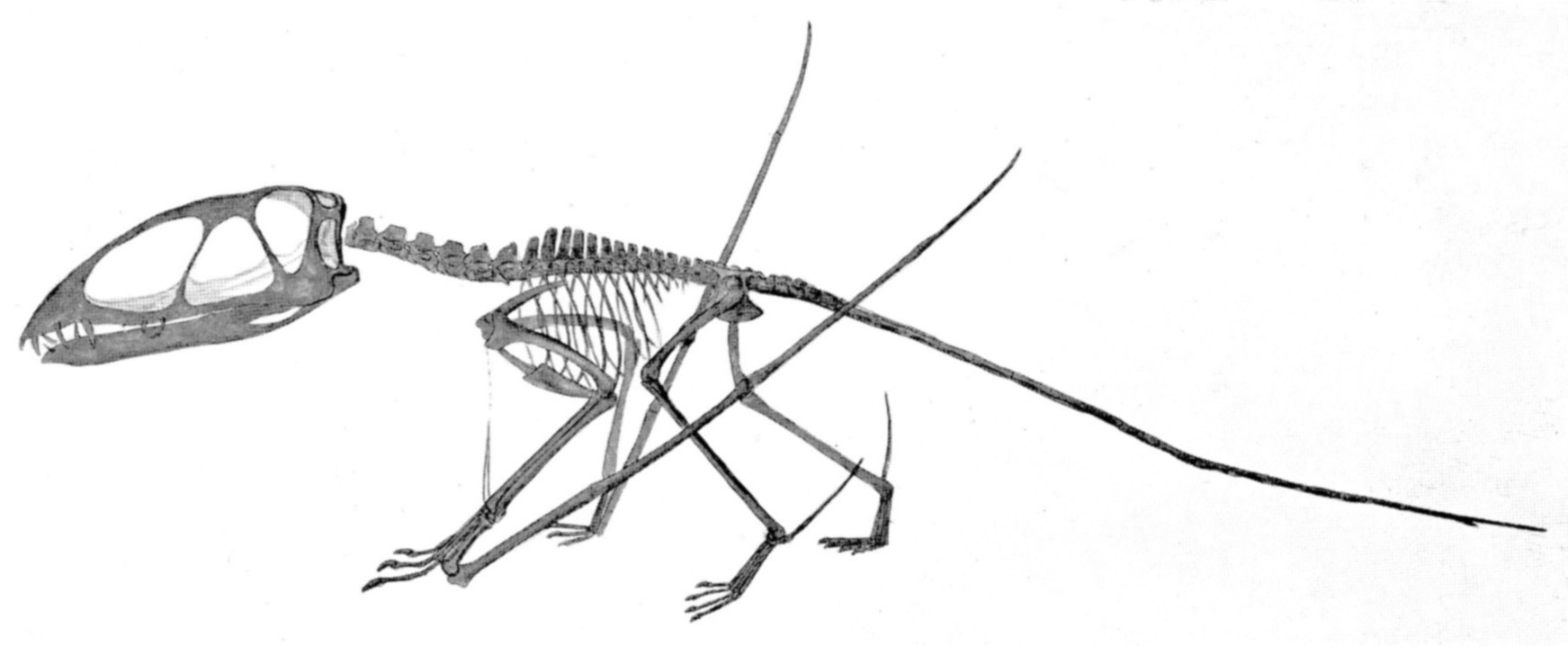
Seeleys dynamische viervoetige houding

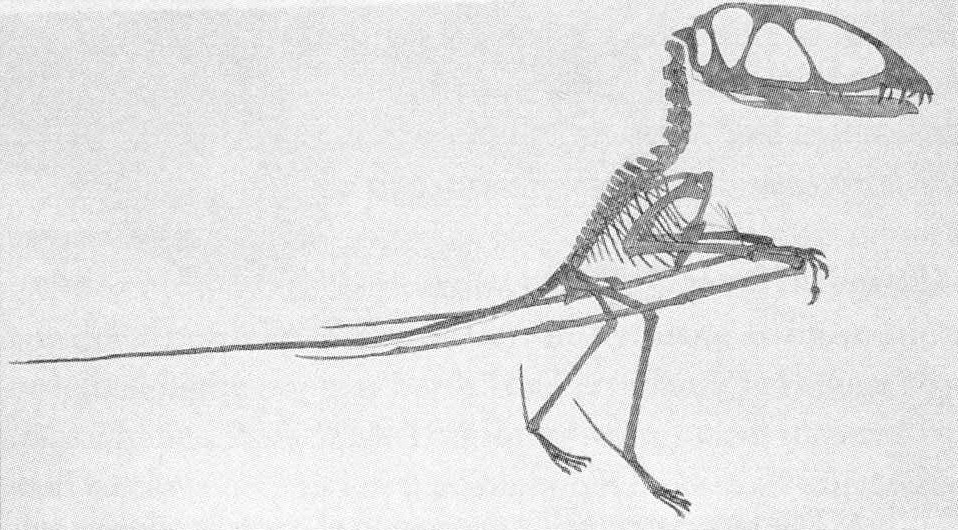
Seeleys beeld van een tweevoetige Dimorphodon

Een tijdgenoot van Owen, Harry Govier Seeley, eerst zijn protegé maar later zijn rivaal, had een heel ander beeld van Dimorphodon. Seeley, een evolutionist, dacht ten onrechte dat pterosauriërs de vogels voortgebracht hadden en terecht dat ze warmbloedig en behaard waren. Hij nam aan dat Dimorphodon als een vogel op twee poten gelopen had of ten minste een veel dynamischer houding op vier poten had aangenomen, waarbij het dier veel hoger op de poten stond en zich als een teenganger voortbewoog. In een reactie gepubliceerd in 1870 hekelde hij Owens neiging om ieder detail van het dier met een krokodil te vergelijken en propageerde in plaats daarvan het vogelmodel. Dat ging zo ver dat hij stelde dat de vierde vleugeldragende vinger eigenlijk de tweede vinger was; bij vogels was dat immers ook de belangrijkste vleugelvinger.

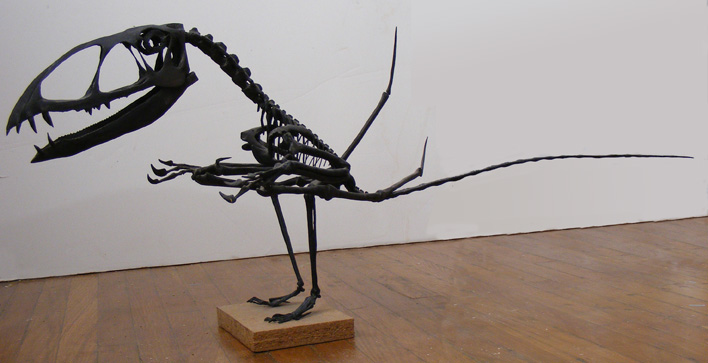
Een model van Dimorphodon als tweevoeter

In 1919 bestudeerde de Oostenrijker Gustav von Arthaber de skeletten nog eens nauwkeurig en gaf een hernieuwde beschrijving van de schedel. Daarna was er echter weinig aandacht voor de soort. Dat veranderde in de jaren tachtig toen Kevin Padian Seeleys ideeën nieuw leven inblies. Ook hij meende dat de soort een tweevoeter was en zette die stelling in 1983 kracht bij door een geheel nieuwe beschrijving, niet van de exemplaren in Britse hand maar van kleinere fragmentarische specimina, behorende tot drie aankooppartijen van allerlei fossielen, YPM 456, 462 en 1503, die de Amerikaanse professor Othniel Charles Marsh afzonderlijk tussen 1873 en 1881 voor het Yale Peabody Museum verworven had van de Londense fossielenhandelaar Bryce McMurdo Wright. Het fossiel behorend tot YPM 1503 is als enige bekende dimorphodonfossiel niet in Dorset gevonden maar in Gloucestershire bij de Aust Cliff op de zuidelijke oever van de Severn. Een gedeelte van het Dimorphodon-materiaal uit YPM 456 kreeg in 1927 de aparte registratie YPM 350 en andere fragmenten kregen later de aanduidingen YPM 9175 tot 9182. De exemplaren waren onbeschreven gebleven hoewel ze belangrijke nieuwe informatie konden verschaffen doordat ze meer driedimensionaal bewaard gebleven waren in plaats van sterk platgedrukt; ze zijn ten dele uit het omvattende gesteente verwijderd. Padians werk maakt de soort tot een van de best beschreven pterosauriërs. Zijn opvattingen hebben echter sterk aan populariteit verloren; tegenwoordig wordt ook voor Dimorphodon meestal een viervoetige houding aangenomen, waartoe David Unwin in de jaren negentig geconcludeerd heeft, mede op basis van een aantal nieuwe fragmentarische exemplaren. Het meest recent is de soort beschreven in een dissertatie van Sarah Sangster die het met Unwin op dit punt eens is op grond van door haar uitgevoerde computersimulaties van het bewegingspatroon. De resultaten werden in 2022 gepubliceerd in een artikel.

## Beschrijving

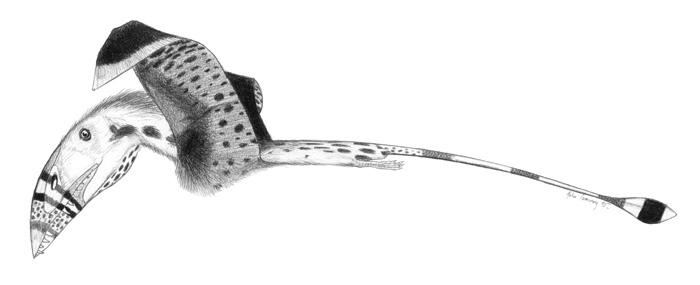
"Dimorphodon" door John Conway

Dimorphodon wordt meestal gezien als een pterosauriër die in morfologie erg basaal is, dat wil zeggen: de oorspronkelijke bouw van de allereerste pterosauriër bewaard heeft. Dit betreft op de eerste plaats de algemene proporties: de vleugels zijn nog kort en de achterpoten relatief lang en stevig gebouwd. Kenmerken van Dimorphodon die de meeste pterosauriërgroepen echter ook tonen en pas bij de latere afgeleide deelgroep van de Pterodactyloidea verdwenen, zijn de lange staart en de korte middenhandsbeenderen. Er is daarentegen ook een kenmerk waarin Dimorphodon misschien wel het meest basaal is van alle bekende pterosauriërs en dat is de schedelvorm.

### De schedel

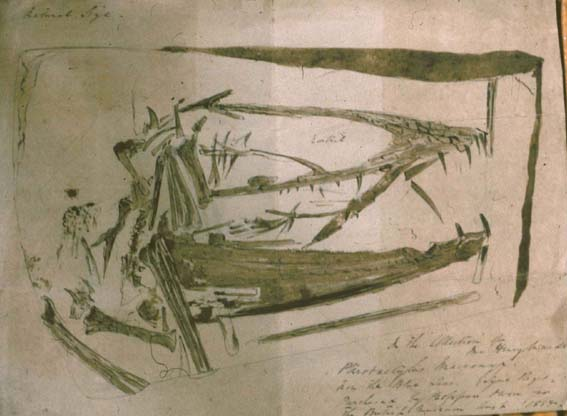
Een contemporaine pentekening in fossiele belemnieteninkt door Mary's broer Joseph Anning van BMNH R.1015

Het is omstreden tot welke ruimere groep reptielen de pterosauriërs behoren, maar alle mogelijke kandidaten behoren tot de Diapsida en hebben een vrij smalle en hoge schedel. De meeste pterosauriërs echter hebben een erg langgerekte kop. Alleen van Dimorphodon hebben we een goed bewaarde schedel die het oorspronkelijke reptielmodel toont met een erg bolle bovenrand. In een ander opzicht is die schedel helemaal niet zo oorspronkelijk: net als bij andere pterosauriërs is de bouw erg licht — ook doordat het bot niet massief is maar sponsachtig met dunne botwanden — met enorme schedelopeningen. De grootste daarvan is het neusgat. Daarachter ligt de driehoekige fenestra antorbitalis, het venster dat zoals de naam al aanduidt voor de orbita ligt, de ook al grote en driehoekige oogkas. Die stond met de punt naar beneden zodat de ogen zelf vermoedelijk hoog in de kop lagen. Daar weer achter bevinden zich twee slaapvensters. Bij elkaar is het geheel weleens vergeleken met een fietsframe. De achterrand van de schedel wordt onderaan gevormd door het os quadratum dat de bovenkant van het kaakgewricht bevat. Dit quadratum staat erg recht en ook dit is een basaal kenmerk; bij de meeste andere pterosauriërs helt het sterk naar achteren, wat de hele hersenpan tot achter het kaakgewricht trekt en de schedel verlengt. Bij Dimorphodon daarentegen zijn de onderkaken maar iets korter dan de schedel zelf. Die heeft een lengte van zo'n tweeëntwintig centimeter. De kop is daarmee enorm groot, langer dan de romp, wat weer niet bepaald basaal is; veel illustraties tonen hem te klein. Basaal is weer de aanwezigheid van een buitenste venster in de onderkaak; bij de meeste pterosauriërs is dit gesloten.

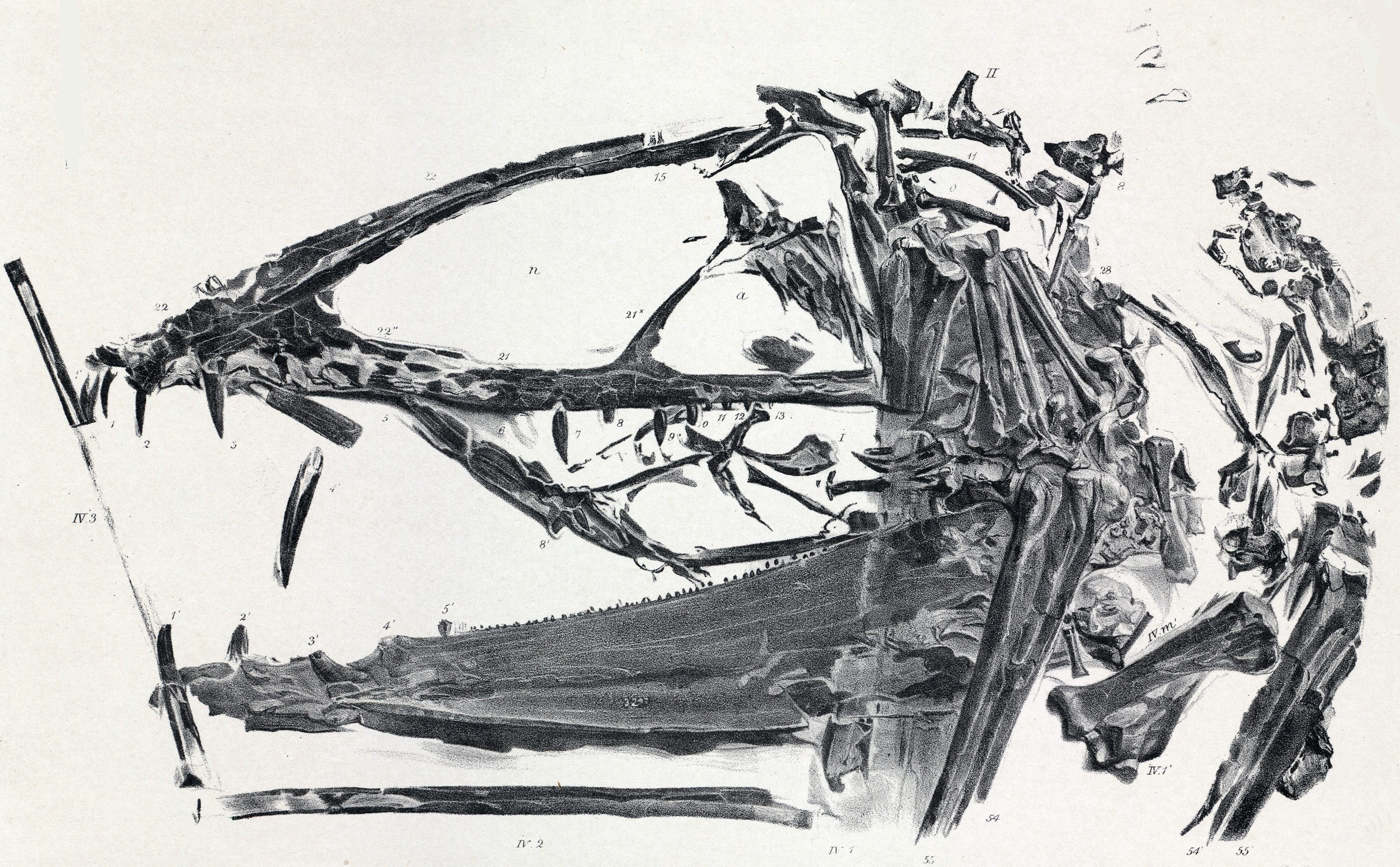
Lithografie door James Erxleben van hetzelfde specimen

In de praemaxilla, het voorste bot van de bovenkaak, staan vier lange gekromde kegelvormige maar licht afgeplatte tanden; het vierde tandenpaar (van voren) is het langste. In de achterliggende maxilla staan vooraan zes kleinere tanden en daar weer achter acht à negen heel kleine tandjes, die Owen omschreef als 'lancetvormig': ze waren dus sterker afgeplat. Overigens is dit de schatting uit 1978 van Peter Wellnhofer; Owen zelf dacht dat er minder kleine tanden waren en dat het totaal in de maxilla hoogstens negen bedroeg. Omdat bij alle exemplaren het achterdeel van de maxilla beschadigd is kan het totaal niet exact vastgesteld worden. Op het dentarium, het tanddragende been in de vrij ondiepe onderkaak, staan achteraan ook een veertigtal van die kleine tandjes, vooraan vijf langere tanden. Bij elkaar heeft het dier volgens Wellhofer dus zo'n 128 tanden. Doordat de praemaxilla van de kaaklijn naar boven terugbuigt, wordt er ruimte geschapen om de voorste tanden een soort grijper te laten vormen om de prooi vast te houden. De bolle kop maakte het dan mogelijk om veel kracht te zetten. Dat er twee typen tanden aanwezig zijn, is een toestand die heterodontie heet en die bij pterosauriërs meer oorspronkelijk is dan isodontie, het hebben van gelijkvormige tanden. Sommige andere pterosauriërs echter tonen een nog oorspronkelijker gebit met drie tot vijf typen verschillende tanden. Dimorphodon was op dit punt dus niet het basaalst. Ook had hij geen pterygoïde tanden in het verhemelte, een basaal kenmerk dat enkele soorten nog bezaten. Wel basaal is de aanwezigheid van een fijne karteling op de snijranden van sommige afgeplatte premaxillaire tanden.

### Postcrania

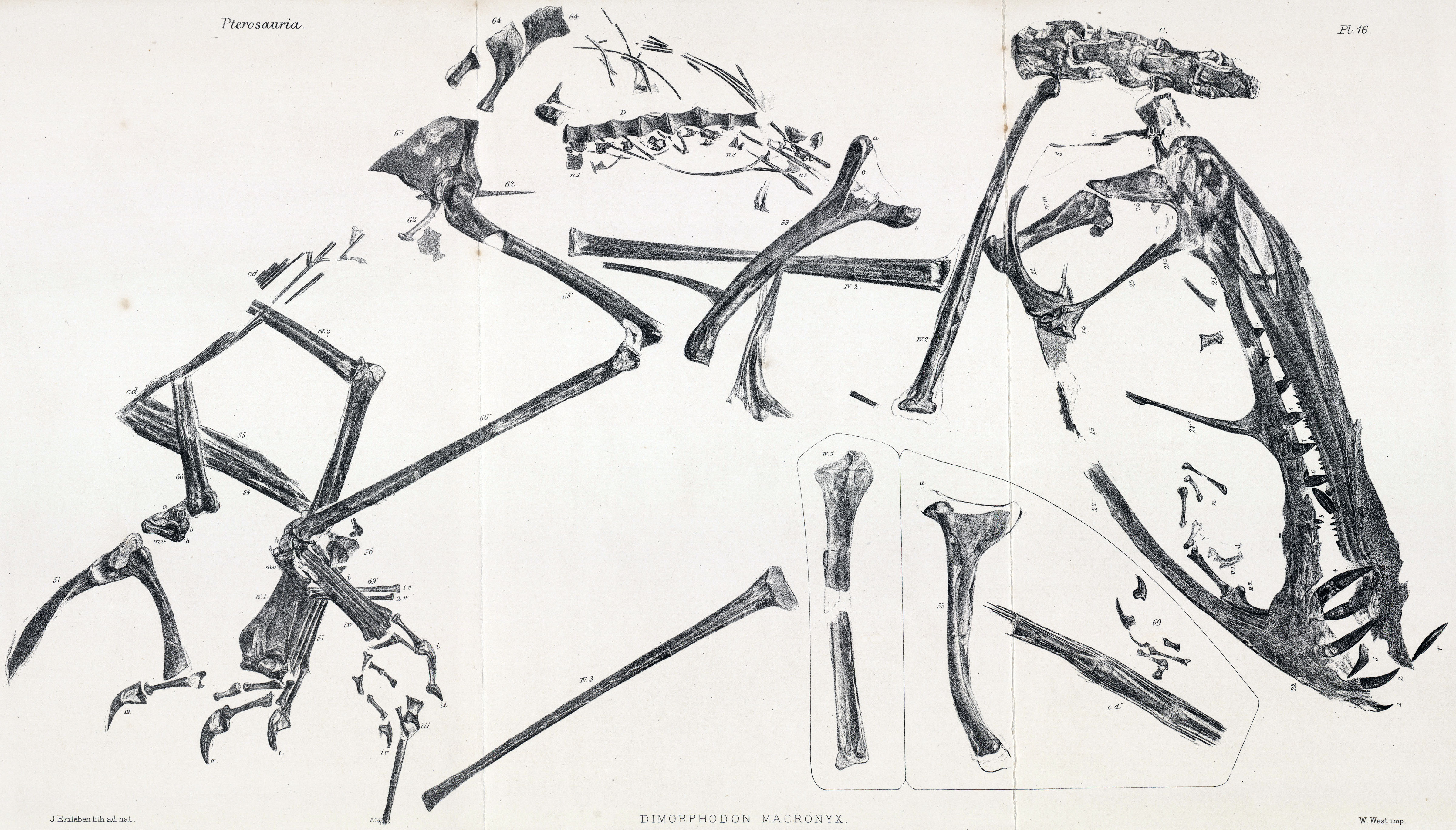
Het tweede fossiel door Owen beschreven: BMNH 41212

De delen achter de schedel, de postcrania, zijn wat minder goed bekend. Volgens de traditionele interpretatie heeft Dimorphodon zeven halswervels, dertien ruggenwervels (waarvan twaalf ribdragend), vier sacrale wervels en dertig staartwervels. De wervels — althans die van de nek — hebben volgens een onderzoek uit 2009 pneumatische foramina (iets wat Seeley al opgevallen was), openingen waardoor vertakkingen van luchtzakken de holle botten konden binnendringen. Er was dus al een uitgebreid luchtzaksysteem aanwezig, dat een uitstekende zuurstofvoorziening mogelijk maakte door continu verse lucht de stijve longen in te pompen en er via een aparte uitgang weer uit te zuigen, wat duidt op een hoge stofwisseling. Vermoedelijk was de soort dus warmbloedig en behaard. De achterpoten waren echter niet gepneumatiseerd en hadden vrij dikke botwanden. Er zijn niet voldoende exemplaren bekend om te kunnen vaststellen of die warmbloedigheid ook resulteerde in een snelle groei in de jeugd; Padian zag sommige van de door Marsh verworven specimina als juveniel omdat ze ongeveer twee derden van de volwassen grootte hadden maar kon hun leeftijd niet bepalen. Wel concludeerde hij dat tijdens de groei de schedel meer in lengte toenam dan de achterpoten en vleugels.

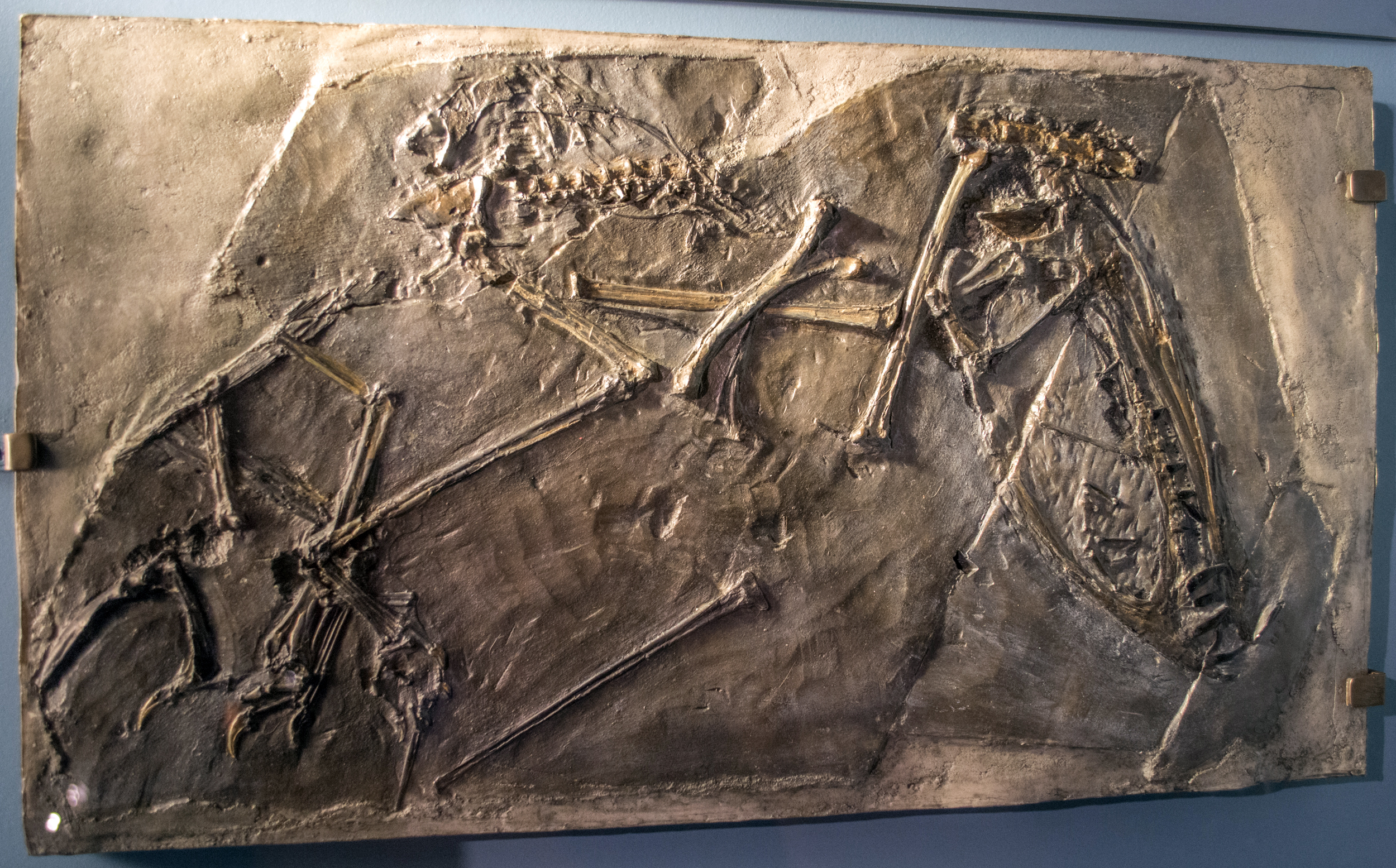
Afgietsel van BMNH 41212

De nek was vrij kort. De eerste vijf wervels van de staartbasis waren kort en beweeglijk; de volgende wervels waren met lange verstijvende werveluitsteeksels met elkaar verbonden. Zo kon de hele staart dienen als een roer. Misschien zat aan het uiteinde een vaantje of liep er een zich verwijdende richel over de hele lengte. Volgens Padian kon het dier zich, ondanks de grote schedel, met de staart in evenwicht houden als het op de twee lange achterpoten liep. Daartegen spreekt echter dat de benen een zekere spreidstand tonen, de tenen niet naar boven kunnen worden gebogen zodat alleen een zoolgang mogelijk was en de lange vijfde tenen als dragers van een ertussen gespannen vlies, het cruropatagium, een snelle gang zullen hebben bemoeilijkt. Daarbij lag het zwaartepunt te ver naar voren bij een horizontale houding van de romp en konden bij een meer verticale houding slechts kleine pasjes gezet worden. Meestal wordt daarom aangenomen dat hoogstens bij de afzet om op te stijgen alleen van de achterpoten gebruik werd gemaakt en de normale gang op vier poten was — en zelfs in die positie kon het dier zich met de vleugels tegen de grond afzettend zich in het luchtruim verheffen. Het dijbeen was met 86 millimeter korter dan het scheenbeen van 132 millimeter en het gedeeltelijk daarmee vergroeide kuitbeen was gereduceerd tot ongeveer de helft van de lengte van het scheenbeen. Het vijfde middenvoetsbeen was lang en robuust, het relatief grootste dat bij de Pterosauria bekend is.
Het borstbeen is onbekend; illustraties ervan berusten op een foute identificatie van halswervels door Buckland. Het schouderblad is lang en smal en vergroeid met een korter maar stevig ravenbeksbeen. Het schoudergewricht heeft geen hoge beenwal aan de onderzijde die een adductie, daling tot een verticale stand, van de bovenarm zou uitsluiten. Het opperarmbeen was met 87 millimeter relatief kort voor een basale pterosauriër, slank in het midden van de schacht maar voorzien van forse aanhechtingsvlakken voor de vliegspieren. In combinatie met de korte vleugels maakte dit het dier een krachtige en wendbare vlieger. De drie eerste vingers van de hand zijn forsgebouwd en een stuk groter dan de tenen met een respectievelijke lengte van 27, 36 en 50 millimeter. Ze zijn voorzien van grote gekromde klauwen. De vierde (vleugel)vinger droeg de vlieghuid en had vier kootjes. Het tweede kootje van de vleugelvinger is bij Dimorphodon korter dan het derde.
Er zijn bij Dimorphodon geen speciale aanwijzingen hoever de vlieghuid doorliep. Het grootste bewaard gebleven exemplaar, BMNH 41221, heeft een geschatte vleugelspanwijdte van 145 centimeter en een totale lengte van ongeveer een meter, waarvan de lange staart ongeveer de helft uitmaakt. Volgens een recente schatting zou een exemplaar met een spanwijdte van een meter een gewicht gehad hebben van 1,24 kilo, wat voor BMNH 41221 een massa zou opleveren van ruim 3,5 kilogram.
Het darmbeen heeft een kort voorblad. Boven de voetklauwen zijn kleine knokkelbeentjes gevonden, verbeningen in de pezen, die bij andere pterosauriërs onbekend zijn. Wellicht wijzen die op een uitzonderlijk sterk klimmend vermogen van de voet.

## Fylogenie
Lange tijd was Dimorphodon de oudste bekende pterosauriër. Het was daarom gebruikelijk om hem, mede gezien zijn 'primitieve' eigenschappen, ook in de stamboom van de pterosauriërs basaal te plaatsten, dat wil zeggen: helemaal onderaan, als eerste afsplitsing. Het moderne onderzoek heeft echter sinds de jaren zeventig nog veel oudere pterosauriërs opgeleverd, uit het Trias. Ten opzichte van deze is Dimorphodon in bouw in bepaalde kenmerken basaal en in andere kenmerken meer afgeleid, dus afwijkend van de oorspronkelijke morfologie. Hun onderlinge positie kan daarom slechts door de exacte methode van de kladistiek enigszins precies vastgesteld worden, waarbij door middel van een computer de meest waarschijnlijke stamboom uitgerekend wordt. De verschillende kladistische analyses zijn echter niet met elkaar in overeenstemming.
Volgens een analyse van de Britse paleontoloog David Unwin vertegenwoordigt Dimorphodon, wat zijn bolle kop bewijst, de op een na oudste aftakking van de Pterosauria; alleen Preondactylus zou nog dieper in de stamboom staan. Het geslacht Peteinosaurus zou zijn verwant zijn op die tak die door Unwin gedefinieerd werd als de klade, 'twijg' of afstammingsgroep, Dimorphodontidae — al in 1870 was er door Seeley een familie van die naam benoemd met Dimorphodon als toen enige lid. De Dimorphodontidae zouden samen met alle andere pterosauriërs behalve Preondactylus, zijnde de Caelidracones, de klade Macronychoptera vormen.
Volgens de analyses van de Braziliaan Alexander Kellner echter staat Dimorphodon hoger in de stamboom, weliswaar basaal maar met verschillende soorten onder hem, en is Peteinosaurus wel een vorm die dichtbij staat maar geen nauwste verwant op een gezamenlijke aftakking. Dat laatste werd bevestigd door een analyse van Brian Andres die daarom een Dimorphodontia benoemde waarin Dimorphodon de zustersoort is van Parapsicephalus.

## Levenswijze

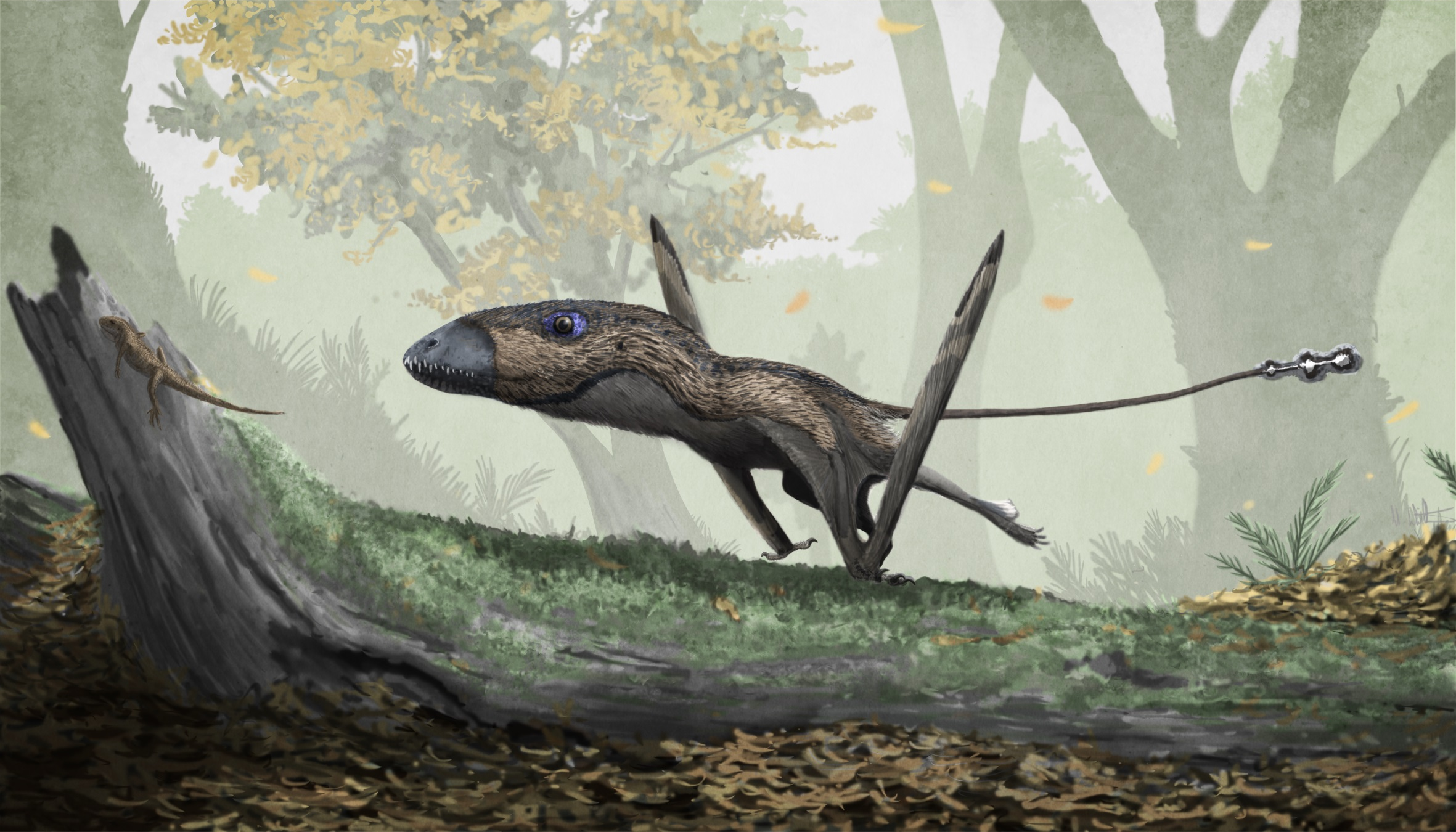
In de interpretatie van Mark Paul Witton was Dimorphodon een snelle jager van relatief grote bodemdieren

Terwijl Buckland nog dacht dat Dimorphodon een insecteneter was, werd het later gebruikelijk hem als viseter te zien. Hij was immers in een mariene afzetting gevonden en de rol van viseter werd aan zo vele pterosauriërs toebedacht dat het als de normale levensstijl voor de groep gezien begon te worden, waarvan men slechts mocht afwijken als er speciaal bewijs was voor het tegendeel. Wegens de bolle vorm van de kop werd vaak de vergelijking getrokken met de papegaaiduiker en er ontstond zelfs een traditie hem in illustraties eenzelfde koptekening met verticale kleurige strepen te geven.
Later onderzoek heeft echter twijfel gezaaid over deze interpretatie. Dimorphodon is weliswaar de enige pterosauriër die in de Blue Lias teruggevonden is maar daarin geen veelvoorkomend fossiel. Slechts een paar kleine locaties in zeer uitgebreide en zeer intensief opgedolven afzettingen hebben wat fossielen opgeleverd en dat altijd in samenhang met materiaal dat van het land afkomstig was zoals plantenresten en insecten. Dat suggereert dat de soort geen typische 'zeepterosauriër' was maar meer een landbewoner waarvan soms wat exemplaren de zee opwoeien. Ook de bouw van Dimorphodon wijst hierop. Hij is gezien zijn korte vleugels geen zwever maar een jager die met zijn hoge vleugelbelasting snel uit bomen kan afdalen of hevig klappend steil weer opstijgen. Zijn gebit kan geïnterpreteerd worden als een aanpassing aan het vangen van een glibberige prooi zoals vissen maar de korte krachtige schedel zou geschikt geweest zijn om ook heel andere dieren te vangen. De bolheid van de schedel zou zich dan ontwikkeld kunnen hebben (of bewaard zijn gebleven) om een krachtige dodende beet toe te brengen. Dat de schedel vrij groot was ten opzichte van het lichaam maakte het mogelijk wat grotere prooien te overmeesteren. Die zouden echter niet dezelfde omvang kunnen hebben gehad als Dimorphodon zelf: de toch wat zwakke beenstijlen tussen de schedelopeningen beperkten de maximale bijtkracht. Mark Paul Witton heeft in een poging aan al deze gegevens recht te doen de hypothese verdedigd dat Dimorphodon een jager op kleine reptielen en zoogdieren was die in de bossen leefde. Hij zou dan meestal slechts korte vluchten gemaakt hebben in een kortdurende intense krachtinspanning. Een groot deel van zijn tijd zou hij klauterend op vier poten hebben doorgebracht. De vorm van het schoudergewricht wijst erop dat de bovenarm meer verticaal kon worden gehouden dan bij latere basale vormen. Daarmee kon Dimorphodon een hogere loopsnelheid bereikt hebben en eenvoudiger obstakels hebben overwonnen.
Dat Dimorphodon slechts uit een klein gebiedje gevonden is, betekent niet dat zijn feitelijke leefgebied zich daartoe beperkte. In het vroege Jura vormden de continenten nog een enkele landmassa, Pangea, en de soort kan daarop een enorme verbreiding hebben gehad. Die valt echter niet meer vast te stellen door de algemene zeldzaamheid van pterosauriërfossielen.

## "D."weintraubi
In 1998 werd door James Clark op basis van een fossiel gevonden bij Tamaulipas in Mexico een tweede soort beschreven : D. weintraubi. De soortaanduiding eert wijlen professor Robert Louis Weintraub. Het materiaal bestaat uit een zeer grote linkerarm en -schouder en een linkervoet van een exemplaar dat een vleugelspanwijdte moet hebben gehad van ver over de twee meter. De fragmentarische botten liggen op een hoopje in een brok steen maar zijn op zich goed, en zonder platgedrukt te zijn, bewaard gebleven. Anders dan bij D. macronyx is het eerste vingerkootje niet korter dan de ellepijp. De voet lijkt niet erg op die van D. macronyx en toonde volgens Clark overtuigend aan dat het hier althans een viervoeter betrof. Er bestaat grote twijfel of de toewijzing van dit type aan Dimorphodon wel correct is, ook vanwege de datering: de resten zouden stammen uit het Callovien, dertig miljoen jaar na D. macronyx.
In 2018 vond een studie dat D. weintraubi geen zustersoort was van D. macronyx maar van de Anurognathidae; men concludeerde dat er een nieuw geslacht voor benoemd moest worden. In 2021 werd gemeld dat volgens een nieuwe studie D. weintraubi basaal in de Anurognathidae vond en dat het exemplaar nog steeds niet afdoende beschreven was.